# Nyeregképzők
A nyeregképzők (Clitellata) a gyűrűsférgek (Annelida) törzsének egyik osztálya.
Feji függelékei, parapodiumaik nincsenek. A serték száma redukálódott, vagy teljesen hiányzanak. Hermafroditák. Jellemző, hogy a kifejlett férgeken állandóan, vagy a szaporodási ciklusban egy gyűrű – vagy nyeregszerű, mirigyes megvastagodás található. Ez a nyereg (clitellum), amely sokszor színével is elüt a testtől. Helyzete fontos rendszertani bélyeg. A férgek párosodásában és a kokonképzésben van szerepe. Fejlődésük közvetlen.